# Sölvesborgsviken
Sölvesborgsviken är en vik mellan Sölvesborgshalvön och Listerhalvön. Viken, som sträcker sig från Tredenborg i väst, till Västra Näs i öst, har ibland också kallats för Saxaviken.

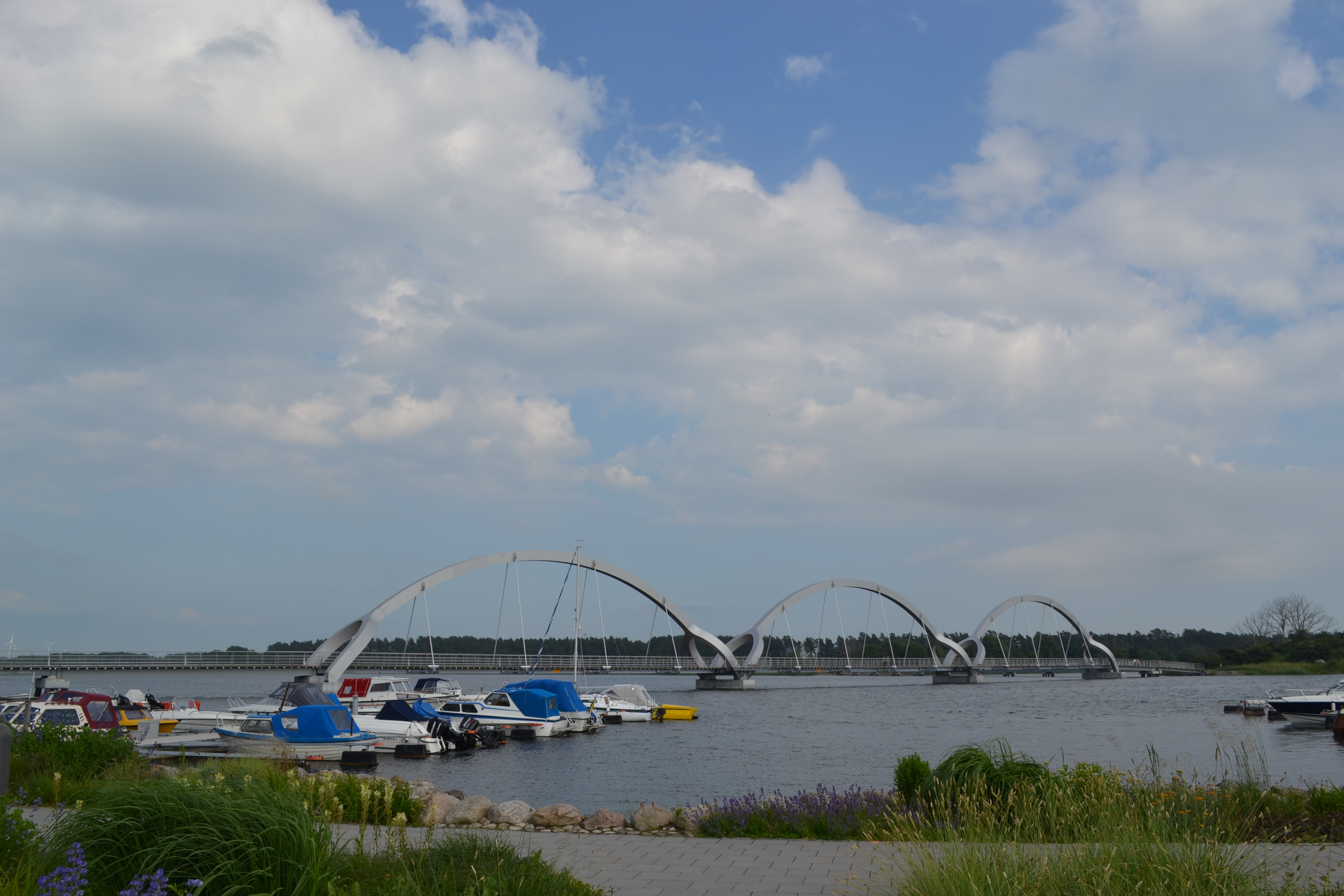
Sölvesborgsbron (2013)

Över viken går sedan 2013 gång och cykelbron Sölvesborgsbron.
Sölvesborgsvikens naturreservat bildades 1939 som ”naturminnesmärke” för att ge skydd åt fågellivet i den inre delen av viken. 
Lindholmen och Kaninholmen ingår i naturreservatet. Sedan 2013 så kan man nå ön via Sölvesborgsbron.
Rådmansholmarna är ett särskilt utmärkt fågelskyddsområde inom  naturreservat.